# Progress M1-7
Progress M1-7 (ryska: Прогресс М1-7) eller som NASA kallar den, Progress 6 eller 6P, var en rysk obemannad rymdfarkost som levererade förnödenheter, syre, vatten och bränsle till rymdstationen ISS. Den sköts upp med en Sojuz-FG-raket från Kosmodromen i Bajkonur den 26 november 2001 och dockade med ISS den 28 november. 
Dockningen kunde inte fullbordas, den 28 november på grund av att delar som lossnat från Progress M-45 blivit kvar framför Zvezdas dockningsport. Efter att en rymdpromenad gjordes där man plockade bort en gummiring från dockningsporten, kunde dockningen slutföras, den 3 december.
Den lämnade rymdstationen den 19 mars 2002 och brann upp i jordens atmosfär den 20 mars 2002.

### Fotnoter
1. ↑  ”NASA Space Science Data Coordinated Archive” (på engelska). NASA. https://nssdc.gsfc.nasa.gov/nmc/spacecraft/display.action?id=2001-051A. Läst 1 mars 2020.
2. ↑  Manned Astronautics - Figures & Facts Arkiverad 9 oktober 2007 hämtat från the Wayback Machine., läst 15 juli 2016.